# Аристоте Н'Донгала
Аристоте Н'Донгала (роден на 19 януари 1994) е футболист от Демократична Република Конго, който се състезава за българския Черно море. Играе като ляв защитник и полузащитник.

## Кариера
Н'Донгала е юноша на Нант, като през 2014 се състезава за първия отбор на клуба. Дебюта си прави на 17 май 2014 срещу СК Бастия.
През 2017 преминава в Локомотив ГО. Дебютира на 18 февруари 2017 срещу Ботев Пловдив.
На 16 септември прави повторен дебют срещу отбора на Ботев Враца при загубата с 1:3.
През 2018 година подписва с Черно море.